# Tereftaloil-diklorid
| Tereftaloil-diklorid                                                                                            | |
| Szerkezeti képlet                                                                                               | |
| A tereftaloil-diklorid molekulájának pálcikamodellje                                                            | |
| \| \| \| | |
| Más nevek | tereftaloil-klorid 1,4-benzoldikarbonil-klorid benzol-1,4-dikarbonil-klorid tereftálsav-diklorid tereftálsav-klorid p-ftalil-klorid TCL |
| Kémiai azonosítók                                                                                               | |
| CAS-szám | 100-20-9 |
| PubChem | 7488 |
| ChemSpider | 7207 |
| EINECS-szám | 202-829-5 |
| SMILES | O=C(Cl)c1ccc(C(Cl)=O)cc1 |
| InChI | 1/C8H4Cl2O2/c9-7(11)5-1-2-6(4-3-5)8(10)12/h1-4H                                                                                         |
| InChIKey | LXEJRKJRKIFVNY-UHFFFAOYSA-N |
| UNII | G247CO9608 |
| ChEMBL | CHEMBL1893301 |
| Kémiai és fizikai tulajdonságok                                                                                 | |
| Kémiai képlet                                                                                                   | C8H4Cl2O2 |
| Moláris tömeg                                                                                                   | 203,02 g/mol |
| Sűrűség | 1,34 g/cm³ |
| Olvadáspont | 81,5–83 °C |
| Forráspont | 265 °C |
| Ha másként nem jelöljük, az adatok az anyag standardállapotára (100 kPa) és 25 °C-os hőmérsékletre vonatkoznak. | |
| | |

A tereftaloil-diklorid, más néven tereftálsav-diklorid a tereftálsav savkloridja, a Kevlar(R) (kevlár) gyártásához használt monomerek egyike (a másik monomer a p-fenilén-diamin).
Nagyteljesítményű polimerek és aramidszálak fontos összetevője, ezeknek lángállóságot, hőstabilitást, kis súlyt, nagy szilárdságot és kémiai ellenállóképességet biztosít. Hatékony vízlekötő, izocianát és uretán prepolimerek stabilizálára is használják.

## Tulajdonságai
Szobahőmérsékleten fehér, kristályos anyag, az általánosan használt szerves oldószerekben jól oldódik. Olvadáspontja 81,5-83 °C, forráspontja 265 °C. Korrozív.

## Előállítása
Dimetil-tereftalát klórozásával állítható elő.

## Felhasználása
Különböző kopolimerek és aramid polimerek – például Heracron, Twaron és Kevlar(R) – előállításához használják:

## Fordítás
Ez a szócikk részben vagy egészben  a   Terephthaloyl chloride című angol Wikipédia-szócikk ezen változatának fordításán alapul.  Az eredeti cikk szerkesztőit annak laptörténete sorolja fel. Ez a jelzés csupán a megfogalmazás eredetét és a szerzői jogokat jelzi, nem szolgál a cikkben szereplő információk forrásmegjelöléseként.